# Hrvaško narodno gledališče v Osijeku
Hrvaško narodno gledališče v Osijeku (hrvaško: Hrvatsko narodno kazalište u Osijeku; kratica: HNK Osijek) je hrvaško nacionalno dramsko in operno gledališče s sedežem v Osijeku. 

## Zgodovina
Gledališče je bilo odprto leta 1866, stavba pa je bila v skladu z načrti lokalnega arhitekta Karla Klausnerja razširjena in dokončana leta 1907. Stavba je zasnovana v baročnem slogu. Zunanjost je bila med hrvaško osamosvojitveno vojno v devetdesetih letih dvajsetega stoletja poškodovana s strani Jugoslovanske ljudske armade, a je bila kasneje v veliki meri obnovljena. Gledališče je decembra 1994 ponovno odprl takratni hrvaški predsednik Franjo Tuđman.
V stavbi deluje tudi restavracija McDonald's.

## Vodstvo gledališča
- Intendantka: Dražena Vrselja[1]
- Ravnatelj opere: Filip Pavišić[2]
- Ravnateljica drame: Petra-Bernarda Blašković[2]